# Agence Intérim
Pour les articles homonymes, voir Intérim.
 (septembre 2020).
Si vous disposez d'ouvrages ou d'articles de référence ou si vous connaissez des sites web de qualité traitant du thème abordé ici, merci de compléter l'article en donnant les références utiles à sa vérifiabilité et en les liant à la section « Notes et références ».
Agence Intérim est une série télévisée française en noir et blanc de treize épisodes de 30 minutes, réalisée par Marcel Moussy et Pierre Neurrisse et diffusée du 1er au 15 septembre 1969 sur la première chaîne de l'ORTF.
Au Québec, la série a été diffusée à partir du 6 juin 1969 à la Télévision de Radio-Canada. Elle a aussi été diffusée en Suisse sur TSR.

## Synopsis
Cette série met en scène les enquêtes cocasses de deux détectives privés et de leur assistante.

## Fiche technique
- Réalisation : Marcel Moussy et Pierre Neurrisse
- Scénario : Georges Bergé
- Adaptation et dialogues : Yves Lamy
- Chansons et musique : Nino  Ferrer
- Crédits de rédaction de la série[Quoi ?] : Francis Veber

## Distribution

### Personnages principaux
- Daniel Ceccaldi : Max
- Pierre Vernier : Vic
- Geneviève Grad : Mireille

### Autres personnages
- Robert Castel : M. Fred (épisode Henri III)
- Jean Etcheverry : Louis (épisode Dompteur")
- Robert Etcheverry : Christian (épisode Dompteur)
- Gabriel Gascon : Barthélémy (épisode Séducteur)
- Henri-Jacques Huet : Cirilli (épisode Henri III)
- Nita Klein : Béatrice (épisode Séducteur)
- Pierre Maguelon : Roffet (épisode Cow-boy)
- Philippe Ogouz : Vladimir (épisode Extra-lucide)
- Fred Personne : Michaud (épisode Cow-boy)
- Claude Piéplu : M. Dubois (épisode Quiproquo)
- Pierre Repp : Duffaut (épisode Cow-boy)
- Pierre Richard : le chef de bande (épisode Banque)
- Jean-Paul Tribout : Louis (épisode Quiproquo)
- Bérangère Vattier : Patricia (épisode Chaperon)
- Robert Vattier : le Colonel Boildieu (épisodes Henri III" et Imbroglio)
- Francis Veber :  l'un des frères Chavah (épisode Quiproquo)
- Marthe Villalonga : la patronne (épisode Gastronome)
- André Weber : 1er garde du corps (épisode Henri III)
- Pierjac : Nicharios (épisode Chaperon)

## Épisodes
1. Henri III
2. Imbroglio
3. Primitifs
4. Quiproquo
5. Chaperon
6. Extra-lucide
7. Dompteur
8. Banque
9. Gastronome
10. Week-end
11. Cow-boy
12. Séducteur
13. Extralucide

## Commentaires
La chanson du générique, Les Hommes à tout faire, a été composée et interprétée par Nino Ferrer. Il fait une apparition dans son propre rôle dans l'épisode 4 Quiproquo.